# Wesley M. Stevens
Wesley MacClelland Stevens (* 1929) ist ein Historiker und Professor.
Im Jahre 1951 absolvierte er ein Mathematikstudium mit einem Bachelor-Abschluss an der Texas A&M University. Im Jahre 1955 schloss er sein Theologiestudium an der Southern Methodist Universität in Dallas, Texas, mit einem Master ab. 1959 machte er seinen Master of Sacred Theology in Patristik an dem Union Theological Seminary in New York. 1968 promovierte er mit der Arbeit Hrabanus Maurus on Reckoning bei Francis S. Benjamin an der Emory-Universität in Atlanta, Georgia (USA) in Geschichte. Von 1956 bis 1960 war er Managing Editor des The Christian Scholars einem Publikationsorgan des National Council of Churches (USA).
Von 1960 bis 1967 war er Assistenzprofessor für Geschichte an der Emory-Universität. Im Jahre 1968 wurde er Professor für Geschichte in Winnipeg. Seit 1994 ist er emeritierter Professor für Geschichte an der Universität Winnipeg, Kanada. Von 1985 bis 1987 war er Lektor für Lateinische Paläologie beim Konsortium für Austro-Bavarische Studien. Im Jahre 1992 erhielt er den Humboldt-Forschungspreis der Alexander von Humboldt-Stiftung. Seine Forschungsschwerpunkte sind Wissenschafts- und Technologiegeschichte im Mittelalter.

## Werke
- Hraban’s Liber de Computo, Turnhout, 1979
- Bede’s Scientific Achievements, 1985
- Cycles of Time and Scientific Learning in Medieval Europe, Aldershot, 1995

## Herausgeber
- Bibliographic access to medieval and Renaissance manuscripts : a survey of computerized data bases and information services; New York [u. a.]: Haworth Pr., 1992
- The oldest Latin astrolabe : papers read at the XIX International Congress of History of Science which was held in Zaragoza, August 22 - 29 1993, during a symposium; Firenze : Olschki; 1996
- Bede, the schools, and the "Computus" Jones, Hrsg. mit Charles Williams Aldershot, Hampshire [u. a.] : Variorum; 1994

## Beiträge
- God and Nature: Historical Essays on the Encounter between Christianity and Science. Edited by David C. Lindberg and Ronald L. Numbers. Berkeley: University of California Press, 1986
- Alkuins Einfluß auf die Komputistik zur Zeit Karls des Großen : Stuttgart, Steiner, 2002 In: Francia, ISSN 0251-3609, 2006